# Jüdischer Friedhof (Soltau)
Der Jüdische Friedhof Soltau ist ein Jüdischer Friedhof in Soltau (Landkreis Heidekreis, Niedersachsen). Er ist ein geschütztes Kulturdenkmal.

## Beschreibung

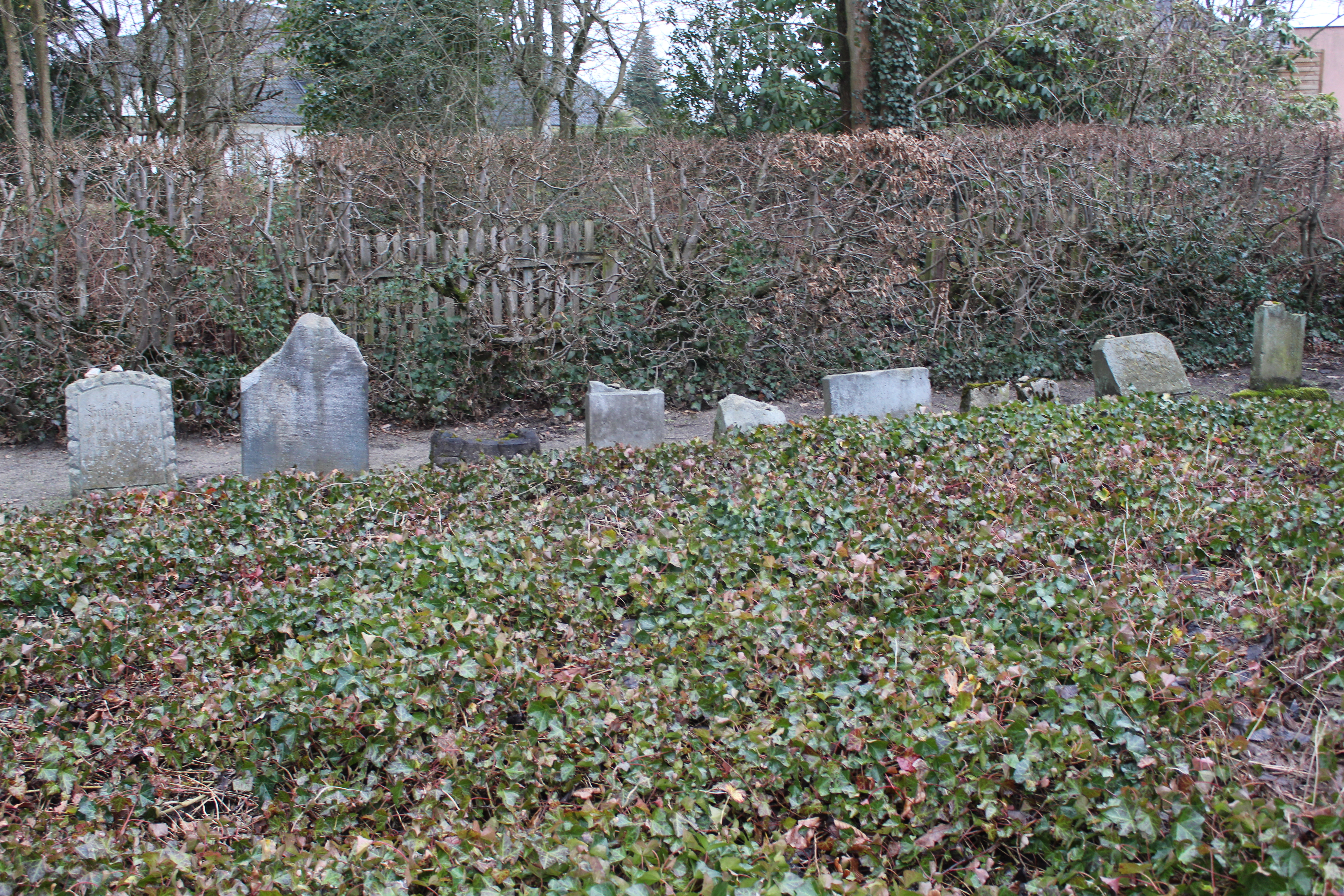
Jüdischer Friedhof am Böningweg Nr. 7 in Soltau (2021)

Auf dem Friedhof, der am Böningweg Nr. 7 liegt, befinden sich neun Grabsteine bzw. Grabsteinreste (drei Steine mit Inschrift und sechs Fragmente bzw. Sockel) für Juden aus Soltau und Umgebung, die in den Jahren 1721 bis 1926 verstorben sind. Die ursprüngliche Anzahl der Gräber und die Namen aller Beigesetzten sind heute nicht mehr bekannt. Der Friedhof umfasst heute nur noch 138 m² von ehemals 219 m². Für die Pflege ist die Stadt Soltau zuständig.

## Geschichte
Die letzte Beerdigung auf dem jüdischen Friedhof fand 1926 statt. Der Verstorbene war der Soltauer Armenpfleger und Bezirksvorsteher Simon Aron, nach dem heute der Simon-Aron-Gang in der Soltauer Innenstadt benannt ist. Aron hinterließ sein Geld der Stadt Soltau, um damit die Erhaltung des Jüdischen Friedhofs zu sichern. Doch das Geld wurde bereits 1936 vom damaligen Bürgermeister Willy Klapproth konfisziert, der Friedhof wurde verwüstet. Nach Ausbruch des Zweiten Weltkrieges wurden Grabsteine zerstört und gestohlen.
Nach Kriegsende ließ der Kaufmann Otto Uebe 1945 die verbliebenen Überreste des Friedhofs zusammentragen und an alter Stelle wieder aufstellen. Die Anordnung der Grabsteine entsprach dabei allerdings nicht der ursprünglichen, der Platz war ebenfalls verkleinert worden. Da die Stadt fälschlicherweise davon ausging, dass der Friedhof 30 Jahre nach der letzten Belegung, also im Jahr 1956, aufgehoben und damit entfernt werden könnte, wurde jahrzehntelang nichts zur Instandhaltung getan. 1952 stellte der Stadtbaumeister Wilhelm Crome bei einer Sichtung neun Grabsteinreste und drei Grabeinfassungen fest. Als sich schließlich herausstellte, dass jüdische Friedhöfe ewigen Bestandsanspruch haben, wurde er 1953 teilweise instand gesetzt. Der vordere Teil des Grundstücks Böningweg 7 wurde im gleichen Jahr an Privatpersonen verkauft. Erst im Juni 1956 wurde das Vorhaben „Beseitigung des Judenfriedhofs in den Neuen Gärten“ zu den Akten gelegt und auch der hintere Teil des Grundstücks verkauft.
Später folgten immer wieder Diskussionen um Pflege und Zugänglichkeit der Gräber. Da in den Folgejahren auch die Nachbargrundstücke nach und nach verkauft wurden, war der Jüdische Friedhof schließlich nicht mehr öffentlich zugänglich. Er war lediglich über einen schmalen Pfad, der über ein Privatgelände verlief, erreichbar. Ab 1981 war der Friedhof schon nicht mehr auf der offiziellen Stadtkarte vom niedersächsischen Landesverwaltungsamt verzeichnet. Im Jahr 1987 beschäftigte sich noch einmal eine Pfadfindergruppe mit der Geschichte des Friedhofs, eine Ausstellung wurde organisiert.
1993 wurde der Jüdische Friedhof in Soltau schließlich zum Kulturdenkmal erklärt. Im gleichen Jahr kaufte die Stadt die Fläche, auf dem sich heute die Reste des Friedhofs befinden, zurück. Ein geplanter öffentlicher Zugang wurde jedoch auch in den nächsten Jahren nicht umgesetzt. Erst 2002 passierte wieder etwas, die Stadt startete das Projekt „Jüdischer Friedhof“. Die Fläche wurde im Zuge dessen gereinigt und mit Hecken umrandet. Auch ein Weg Richtung Norden wurde angelegt, da es jedoch zu keiner Einigung mit dem Eigentümer des Nachbargrundstücks kam, endete dieser als Sackgasse. 2013 gab es einen erneuten Anlauf. Die Fläche wurde erneut gereinigt und von Unkraut entfernt. Im September 2014 gab Bürgermeister Wilhelm Ruhkopf bekannt, dass die Stadt einen Streifen des Nachbargrundstücks erworben und darauf einen Schotterweg angelegt hat, womit der Friedhof wieder öffentlich zugänglich ist. Die Stadt übernimmt die Pflege des Geländes, dafür zahlt die für Soltau zuständige Jüdische Gemeinde Hannover einen Obolus. Die Gemeinde spendete zudem ein Metalltor, das am Eingang des Friedhofs aufgestellt wurde.